# Marc Schnatterer
Marc Schnatterer (Heilbronn, 18 novembre 1985) è un ex calciatore tedesco, di ruolo centrocampista.

## Carriera
Dal 2008 al 2021 ha militato nell'Heidenheim, di cui è stato capitano e di cui detiene, con 457 partite giocate, il record di calciatore più presente in gare ufficiali.

## Palmarès

### Club

#### Competizioni nazionali
- 3. Liga: 1

Heidenheim: 2013-2014